# Торегрота
Торегро̀та (на италиански: Torregrotta; на сицилиански: Turri, Тури) е градче и община в Южна Италия, провинция Месина, автономен регион и остров Сицилия. Разположено е на 44 m надморска височина. Населението на общината е 7449 души (към 2012 г.).